# أدب إنجليزي
الأدب الإنجليزي (بالإنجليزية: English literature)‏، وهو يشمل ما يكتبه الكُتَّاب من إنجلترا واسكتلندا وويلز باللغة الإنجليزية في مجالات الشعر والنثر والمسرحية. وهو أدب غني بالروائع في مختلف المجالات الأدبية، كما أنه من أقدم الآداب الغربية. ولا تشمل هذه المقالة التي تستعرض تاريخ الأدب الإنجليزي آداب الولايات المتحدة وكندا وأستراليا وأيرلندا.

## الأدب الإنجليزي القديم (500-1100)

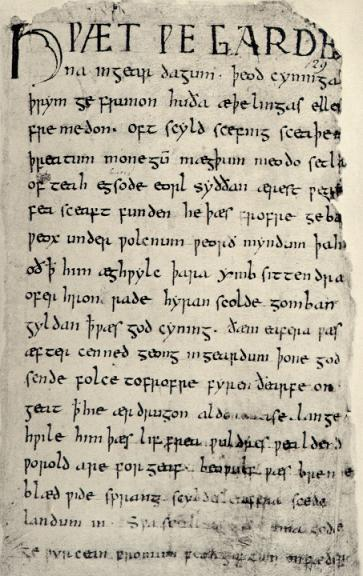
الصورة الأصلية لمخطوطة بيوولف تأتي من الناسخ الانجلو ساكسوني المجهول الذي كتب "مخطوطة نويل"

استقرت القبائل الألمانية المعروفة بالأنجلو ـ سكسونية في إنجلترا في القرنين الخامس والسادس، وعُرفت اللهجات التي كانت تتكلمها هذه القبائل باسم اللغة الإنجليزية العتيقة أو الأنجلو ـ سكسونية، وكانت هذه لغة الأدب حتى نحو عام 1100. وقد ركزت القصائد الإنجليزية القديمة على تمجيد الأبطال ومحاولة تعليم صفات مثل الشجاعة والكرم، ومعظمها لشعراء مجهولين. وتُعدّ القصيدة الملحمية بيوولف أول عمل رئيسي في الأدب الإنجليزي. كتب معظم كُتّاب النثر باللاتينية حتى القرن التاسع، حين ترجم ألفرد الأكبر ملك وَسِكس عدة أعمال من اللاتينية إلى الإنجليزية العتيقة، ومن أهم هذه الأعمال التاريخ الكنسي للأمة الإنجليزية (عام 731) للراهب بيدا، وهو أول سجل لتاريخ هذا الشعب ومصدر مهم عن حياته منذ نهاية القرن السادس إلى عام 731.

## الأدب الإنجليزي الوسيط (1100-1485)
استولى النورمنديون القادمون من فرنسا على إنجلترا عام 1066؛ ومنذ ذلك التاريخ بدأ أفراد البلاط والطبقات العليا الإنجليز يتكلمون الفرنسية لمدة تزيد على مائتي عام؛ وبقيت الإنجليزية لغة الطبقة الشعبية. في أواخر القرن الرابع عشر استعادت اللغة الإنجليزية مكانتها بوصفها اللغة القومية الرئيسية؛ ولكن في حُلة جديدة تسمَّى الإنجليزية الوسيطة. كانت هذه اللغة الجديدة مكونة من عناصر من الفرنسية واللاتينية والإنجليزية القديمة واللهجات المحلية.

### نشوء قصص المغامرات الخيالية الإنجليزية (الرومانس)
كانت هذه القصص مغامرات مكتوبة شعرًا، تتكلم عن المعارك والأبطال. نشأت في فرنسا خلال القرن الثاني عشر. وفي نهاية القرن الثالث عشر أصبحت أكثر أنواع الأدب انتشارًا في إنجلترا.
في عام 1155 أكمل شاعر نورمندي، يُسمَّى روبير واس أول عمل يأتي على ذكر فرسان المائدة المستديرة تحت إمرة آرثر، الملك البريطاني الأسطوري. وقد أصبح الملك آرثر وفرسانه الموضوع المفضل في قصص المغامرات الخيالية الإنجليزية. وفي القرن الخامس عشر، كتب السير توماس مالوري عملاً نثريًا يدعى موت الملك آرثر. وتُعتبر قصص مالوري أكثر مجموعة قصصية إنجليزية كاملة عن آرثر.

### عصر تشوسر

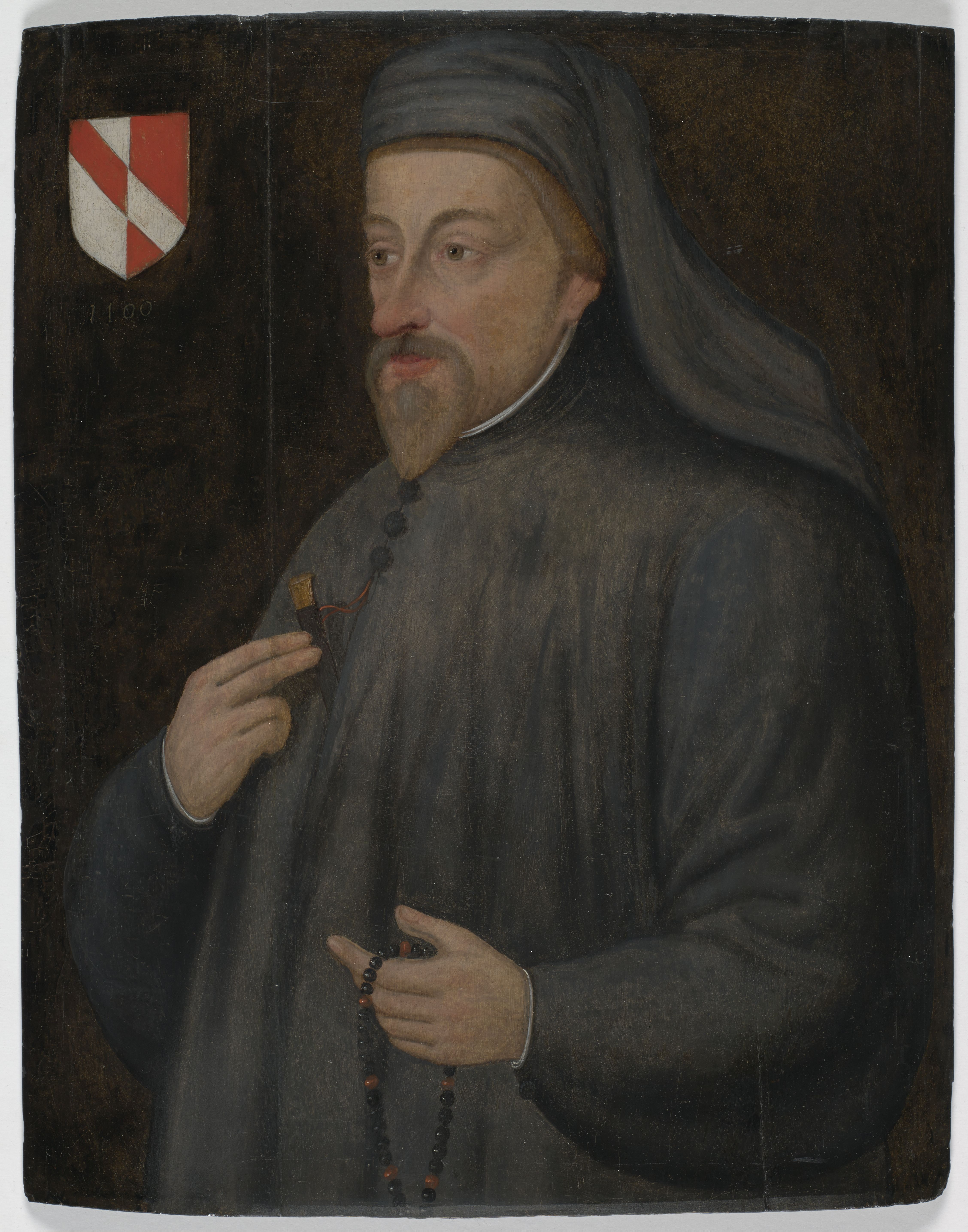
جيفري تشوسر

يعتبر جيفري تشوسر أعظم كاتب في فترة الإنجليزية الوسيطة. إن رائعته، حكايات كانتربري، التي كتبت في أواخر القرن الرابع عشر، مجموعة من القصص الهزلية الهادفة. وقد مات تشوسر دون أن يكملها. يحكي المسافرون هذه القصص لتمضية الوقت وهم في طريقهم من لندن إلى معبد ديني، يُسمَّى كانتربري. وقد قدّم تشوسر في عمله هذا نموذجًا إيقاعيًا يسمَّى البحر العمبقي ذو التفعيلة الخماسية في اللغة الإنجليزية. تتكون هذه التفعيلة من عشرة مقاطع يكون الأول فيها غير منبور يتبعه واحد منبور وهكذا بالتتالي إلى آخر السطر. ويمكن لأبيات الشعر في القصيدة أن تكون مقفاة أو غير مقفاة. أصبح البحر العمبقي خماسي التفعيلة بعد تشوسر، واسع الانتشار في الشعر الإنجليزي.

### المسرحية الإنجليزية الأولى

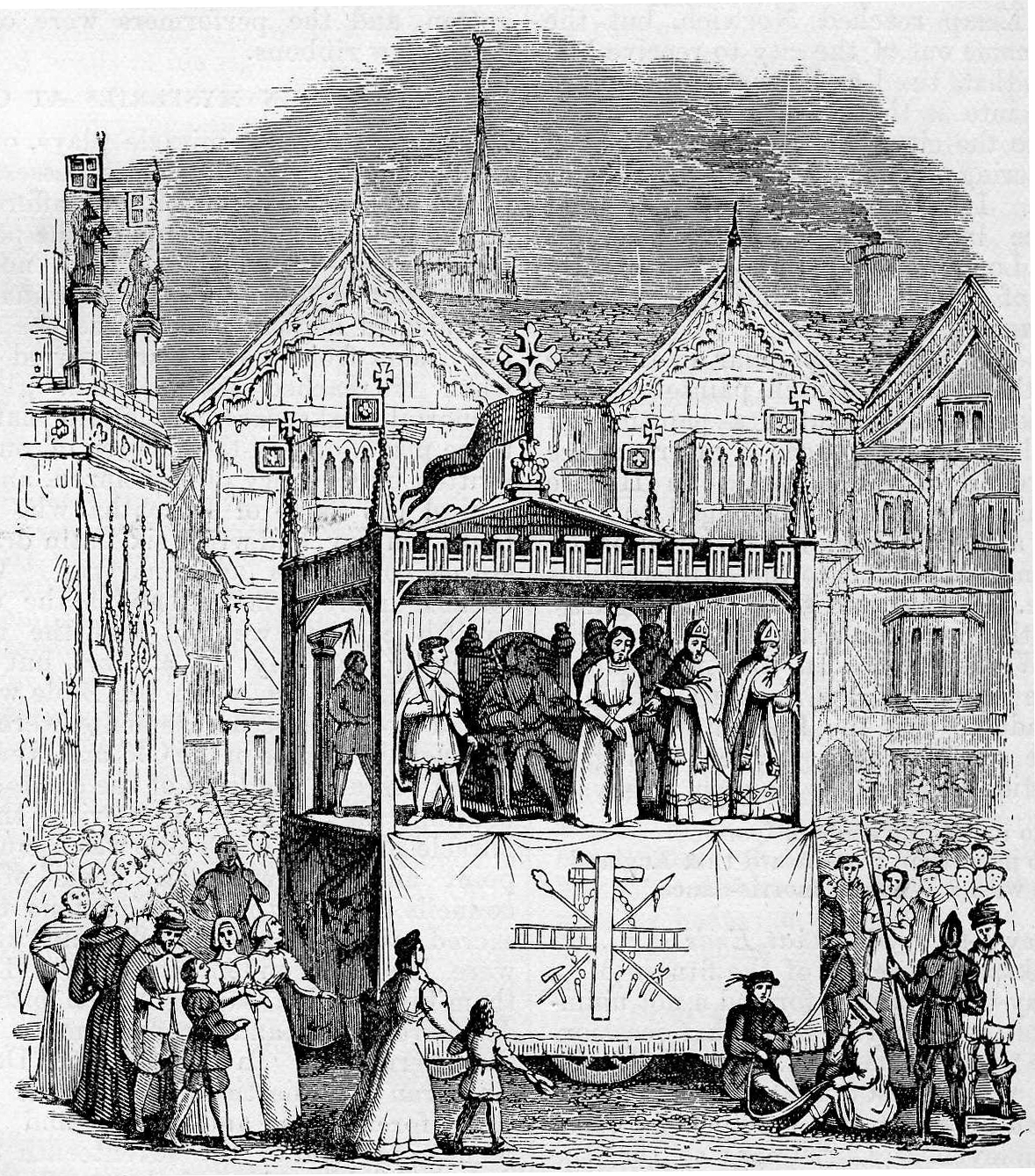
نقش من القرن التاسع عشر لأداء من تشيستر في دورة مسرحية الأسرار.

تطورت المسرحية الإنجليزية الأولى من مناظر قام الكهان بتمثيلها في باحات الكنائس لتوضح قصص الإنجيل. وتطورت المناظر إلى أعمال كاملة تسمى المسرحيات الدينية ومسرحيات المعجزات. تناولت المسرحيات الدينية حوادث الإنجيل؛ بينما تناولت مسرحيات المعجزات حياة القديسين. ثم ما لبثت نقابات التجار أن احتكرت تمثيل المسرحيات وإخراجها في ساحات المدن. ظهرت المسرحيات الأخلاقية في إنجلترا أولاً خلال القرن الخامس عشر. وقد صورت هذه المسرحيات شخصيات تمثل خصائص مجردة مثل الخير والشر. غير أن هذه المسرحيات، لم تكن أقل واقعية من المسرحيات السابقة وكان الهدف منها تعليم المشاهد دروسًا أخلاقية.

## بداية الإنجليزية الحديثة (1485-1603)
بدأت الإنجليزية الوسيطة في الارتقاء إلى الإنجليزية الحديثة في أواخر القرن الخامس عشر. وفي نهاية القرن السادس عشر، كان الإنجليز يقرأون ويكتبون لغة شبيهة بالإنجليزية المستخدمة اليوم. أنتج الكُتّاب الإنجليز في العصر الإليزابيثي الذي امتد من أواسط القرن السادس عشر إلى بداية القرن السابع عشر بعض أبرز الأشعار والمسرحيات المهمة في الأدب العالمي.
وقد ساهمت العديد من التطورات في إمكانية تحقيق مثل هذا الإنتاج الأدبي الرائع في العصر الإليزابيثي. حدثت أهم هذه التطورات عام 1476، عندما أنشأ وليم كاكستون أول مطبعة في إنجلترا. كانت الكتب قبل هذا التاريخ تنسخ باليد. وكان هذا العمل شاقًا وبطيئًا. أتاحت الطباعة إنتاج أعداد أكبر من الكتب بأسعار مخفضة جدًًا، مقارنة بتكلفتها قبل إنشاء المطبعة. وأدى انتشار الكتب الرخيصة بين الناس إلى تعلم القراءة. وبازدياد التعليم ازداد الطلب على الكتب.
انضم الأدباء الإنجليز إلى زملائهم الأوروبيين في القرن السادس عشر لإعادة اكتشاف الحضارتين اليونانية والرومانية القديمتين اللتين كانتا قد أُهملتا لعدة قرون. وقد تأثر الكتاب الإليزابيثيون بترجمات من الأدب اليوناني وخاصة أعمال أدبية رومانية. إضافة إلى ذلك، وجدت أنماط أدبية جديدة طريقها إلى الأدب الإنجليزي. مثال ذلك، اقتبس الكُتّاب الإنجليز ـ بشكل مباشر أو مُعدّل ـ أشكالاً أدبية، مثل المقالة من اللغة الفرنسية والسونيته من اللغة الإيطالية. وفي عام 1588، هزم الأسطول الإنجليزي الأرمادا الأسبانية. وقد أدّى هذا النصر إلى بروز الشعور بالوطنية التي انعكست في الشعر والمسرحيات بشكل خاص. كما اكتشف الإنجليز مناطق نائية من الكرة الأرضية واستعمروها، ونتيجة لذلك تدَّفقت الثروات من المستعمرات إلى خزائن الإنجليز. وفي هذه الأثناء ونتيجة لهذا التوسع، جعلت طبقة من التجار من لندن مركزًا تجاريًا كبيرًا. وكان هؤلاء التجار مع طبقة من النبلاء يسعون وراء التسلية والفنون الجميلة، كما كانوا على استعداد لدفع أثمان باهظة لهذه التسلية والفنون الجميلة. وتوافد الكتاب والرسامون والموسيقيون على لندن، جاعلين منها مركزًا حضاريًا أوروبيًا.

### الشعر الإليزابيثي

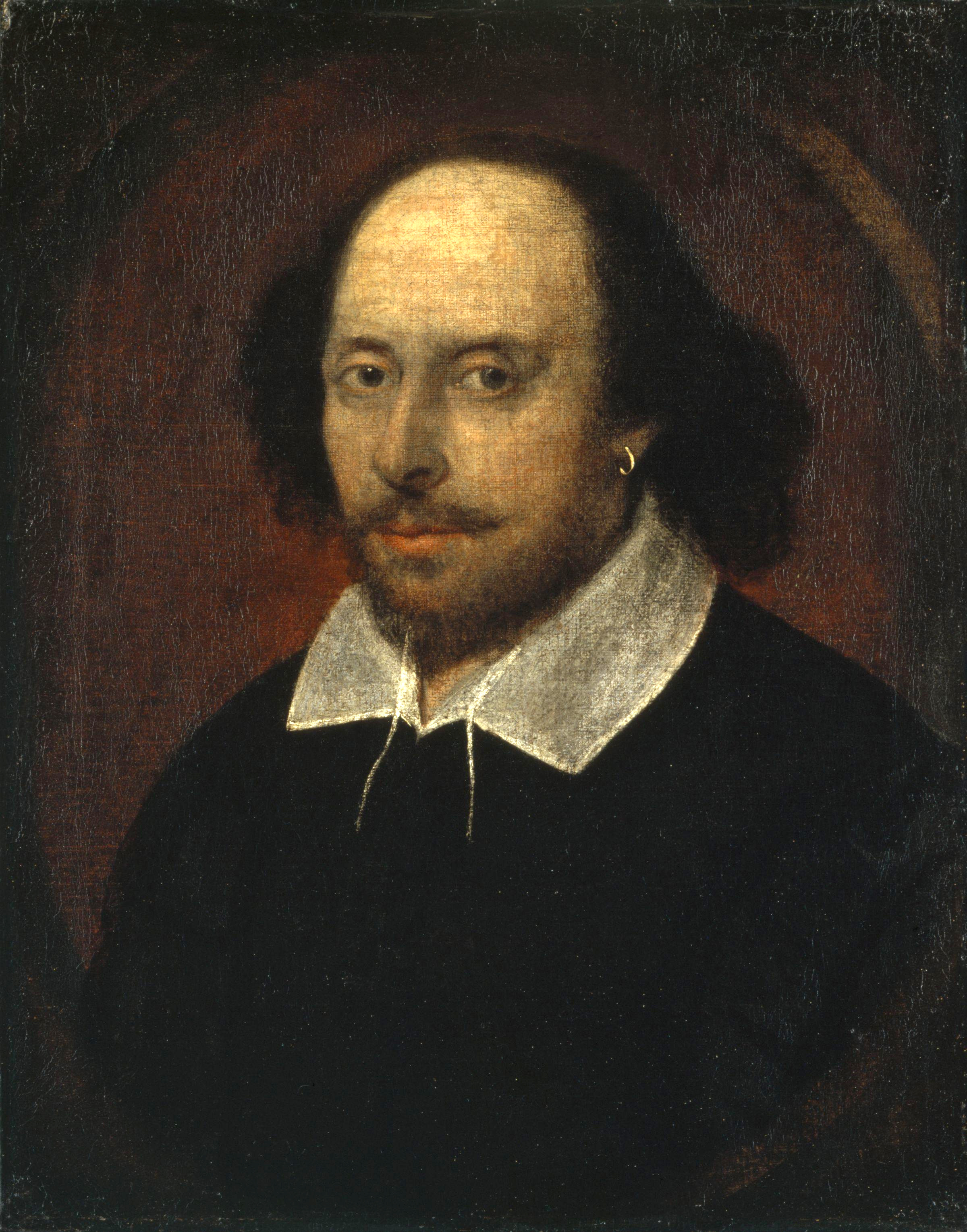
وليم شكسبير

ازدهرت ثلاثة أنواع رئيسية من الشعر في العصر الإليزابيثي، هي:
1. القصيدة الغنائية : هي قصيدة تعبر عن عواطف الشاعر الشخصية في أسلوب غنائي. كتب توماس كامبيون (1567–1620) أغنيات عديدة جميلة في كتب الرغبات (1601- 1617)؛ وكان كامبيون مؤلفًا موسيقيًا أيضًا، وقد لحن العديد من قصائده الغنائية.
2. السوناتا : هي قصيدة مكونة من أربعة عشر بيتًا من الشعر، تتبع نموذجًا معينًا من الإيقاع والقافية. كتب الكتاب الإليزابيثيون نوعين من السوناتة يختلفان في ترتيب القافية وهما السوناتة الإيطالية والسوناتة الإنجليزية. وقد نقل السير توماس واييت السوناتة من إيطاليا وأدخلها إلى الأدب الإنجليزي لأول مرة في مطلع القرن السادس عشر. وطور إيرل سري السوناتة الإيطالية إلى السوناتة الإنجليزية. نشرت أشعار ويات وسري في مجموعة سُميت منوعات توتل (1557). وكتب وليم شكسبير وإدموند سبنسر السوناتات المتتالية المشهورة؛ وهي مجموعة من السوناتات التي تدور حول موضوع أوشخص واحد. ومن السوناتات المتتالية المشهورة، نذكر سوناتات شكسبير التي أهداها إلى «سيدة سمراء» مجهولة وسوناتات حُبّ سبنسر التي سمّاها أموريتي (Amoretti) (1595).
3. الشعر القصصي : كتب شكسبير وسبنسر أشعارًا قصصية؛ وقد بنى شكسبير قصيدته الطويلة فينوس وأدونيس (1593). على أسطورة رومانية؛ كما اقتبس سبنسر بشكل مكثف من أدب القصص الخيالية والمغامرات في العصور الوسطى في رائعته غير المنتهية ملكة الجنيات (1590، 1596، 1609).

الترجمات : ترجم الشعراء الإنجليز أعمالاً كثيرة من آداب أمم أخرى. فعلى سبيل المثال، ترجم إيرل سري جزءًا من الإنياذة وهي ملحمة شعرية كتبها الشاعر الروماني فيرجيل. وقد أدخلت ترجمة الشعر المرسل إلى الأدب الإنجليزي. يتألف هذا النوع من الشعر من أبيات شعر غير مقفاة مكتوبة بالبحر العمبقي خماسي التفعيلة.

### المسرحية الإليزابيثية
أنشأ جيمس بيربيج أول مسرح في إنجلترا عام 1576، سماه المسرح في ضاحية من ضواحي لندن. وكانت المسرحيات إلى ماقبل هذا الوقت تمثل في الشوارع والبيوت والقصور والجامعات الإنجليزية. وكان بناء مسرح بيربيج حافزًا لبناء مسارح أخرى. وقد ساعد هذا العمل على زيادة انتشار المسرحية. اشتهرت المسرحية الإليزابيثية بحيويتها وتركيزها على العاطفة. وكانت مسرحية توماس كيد المسماة المأساة الأسبانية (1580) من أقدم المسرحيات الإليزابيثية. وهي مليئة بمناظر العنف والجنون، وقد وضعت نموذجًا لموضوعات الاغتيال والانتقام في المسرحيات اللاحقة.
كانت هناك مجموعة من كتاب المسرحية الإليزابيثية يُسَمَّون موهوبي الجامعة، بسبب أنهم درسوا في جامعتي إنجلترا العريقتين، أكسفورد وكمبردج. ومن بين هؤلاء روبرت جرين وكريستوفر مارلو وجورج بيل. كان كريستوفر مارلو أهم كاتب مسرحي بين هؤلاء «الموهوبين». فقد كتب مآسي تدور حول شخصيات قوية. وتحتوي هذه الأعمال على تامبرلين العظيم (1587) وتاريخ الدكتور فاوستس (1588). أما أعظم الكتاب المسرحيين عامة فقد كان وليم شكسبير، الذي لم يستطع أي كاتب إنجليزي آخر محاكاة شعره الرائع وقدرته الفائقة على تحليل الشخوص.

### الفن القصصي الإليزابيثي
أنتج العصر الإليزابيثي أغلب الأعمال القصصية النثرية الأولى في الأدب الإنجليزي. وقد أحب القراء قصص الحب والمغامرات الخيالية الغنية بالتفاصيل. ساعد جون ليلي على زيادة انتشار الأسلوب المصطنع المنمق جدًا في أوفيوس: تشريح الموهبة (1578). وكتب السير فيليب سيدني أركاديا (1580) مستخدمًا أسلوب ليلي. والعملان من الأعمال المسماة باستورلز، وهي قصص عن مغامرات الرعاة العاطفية. أما توماس ناش فقد كتب بأسلوب أكثر واقعية؛ وقد وصف مغامرات واحد من خدم الملك هنري الثامن في كتابه المسافر سيئ الحظ (1594).

## أسرة ستيوارت والبيوريتانيون (1603-1660)
ماتت الملكة إليزابيث الأولى سنة 1603 دون أن تترك وريثا للعرش. وأصبح ابن عمها جيمس السادس الاسكتلندي ملكا باسم جيمس الأول ملك إنجلترا. وقد حكم جيمس اسكتلندا وإنجلترا بوصفهما مملكتين مستقلتين. لقد كان واحدًا من عائلة ستيوارت التي حكمت إنجلترا معظم الفترة التي امتدت من عام 1603 إلى عام 1714. وكان جيمس رجلاً متغطرسًا يؤمن بالخرافات، كما كان على خلاف دائم مع البرلمان. وبعد موت جيمس عام 1625، اعتلى ابنه تشارلز الأول العرش. واتسعت في عهده شقة الخلاف مع البرلمان. ثم ما لبثت أن انفجرت الحرب الأهلية عام 1642 بين أتباع الملك الذين كانوا يسمون الفرسان وبين أنصار رؤساء البرلمان، وهم مجموعة سياسية دينية سميت بالبيوريتانيين. وانتصر البيوريتانيون عام 1648؛ وقطعوا رأس تشارلز الأول عام 1649 وحكموا إنجلترا حتى عام 1660.

### شعراء الفرسان وشعراء ما وراء الطبيعة
كان هؤلاء مجموعتين رئيسيتين من الشعراء خلال حكم أسرة ستيوارت. ضمت مجموعة شعراء ماوراء الطبيعة جون دون -وهو رئيس المجموعة ـ وأبراهام كاولي وجورج هربرت وأندرو مارفيل وهنري فون. وكانت مجموعة شعراء الفرسان -وهم الشعراء الذين كانت لهم علاقة ببلاط تشارلز الأول ـ تتكون من توماس كارو وروبرت هيريك وريتشارد لوفلاس والسير جون سكلنج.
استخدم شعراء ماوراء الطبيعة لغة سهلة، غير أنهم دائمًا ما خلقوا صورًا مفصلة مركزة تسمى بالمجاز الطريف. ظل دُون يكتب شعر حب دنيويًا مشحونًا بالعاطفة إلى أن أصبح قسًا أنجليكانيا عام 1615. أصبح شعره العاطفي الدنيوي بعد هذا التاريخ عاطفيًا دينيا. كتب العديد من شعراء ماوراء الطبيعة الشعر الديني. وعلى عكس شعراء الطبيعة، كتب الشعراء الفرسان شعر حب دنيويًا جرئيًا.

### المسرحية اليعقوبية
أُسبغ هذا العنوان على المسرحيات التي كتبت في عهد جيمس الأول. وقد عكست المسرحيات اليعقوبية المسرح الإليزابيثي خاصة فيما يتعلق بالعنف والمشاهد وموضوع الانتقام. تُعتبر مسرحية جون وبستر دوقة مالفي (1613) من روائع مسرحيات الانتقام. وقد عرفت هذه الفترة أيضًا كوميديات ساخرة تتناول بالنقد مواضيع متنوعة. مثلاً يسخر فرنسيس بومونت في مسرحية فارس المدقة المحترقة من المسرحيات والرومانسيات القديمة ومن الأبطال المتأنقين. كما هاجمت هذه المسرحية طبقة التجار حديثي النعمة. وكتب بن جونسون مسرحيات تعكس تأثير المسرحية الرومانية القديمة. تسخر ملهاة فولبوني (1606) والكيميائي (1610) من نواقص الإنسان العالمية، مثل: الطمع والجهل والخرافة. وبعد موت جيمس الأول تدهورت نوعية المسرحية الإنجليزية، إذ أغلق البيوريتانيون المسارح عام 1642 لادعائهم أن المسرح شر؛ وقد ظل هذا الحذر ساري المفعول مدة ثمانية عشر عامًا.

### الكتابات النثرية
كلّف الملك جيمس الأول في عام 1604 مجموعة من الأدباء بإعداد نسخة إنجليزية جديدة من الكتاب المقدس. انتهت هذه النسخة التي أصبحت تُعرف فيما بعد بنسخة الملك جيمس أو النسخة المعتمدة في سنة 1611. كانت هذه النسخة ـ بغض النظر عما ورد فيها من تحريف ـ مَعْلمًا على طريق تطور النثر الإنجليزي. لقد كان لأسلوبها المنمق بشكل طبيعي تأثير هائل على المؤلفين الذين يكتبون بالإنجليزية. كتب العديد من المؤلفين أعمالاً فلسفية في أوائل ومنتصف القرن السابع عشر. ألف جون دُون سلسلة من تأمُلات في المرض والخطيئة والموت في صلوات من أجل أمور مُلِحّة (1624). كما كتب كل من السير الدكتور توماس براون والأسقف الأنجليكاني جيرمي تايلور أعمالاً تتميز بأسلوبها النثري الجميل.

### جون ميلتون

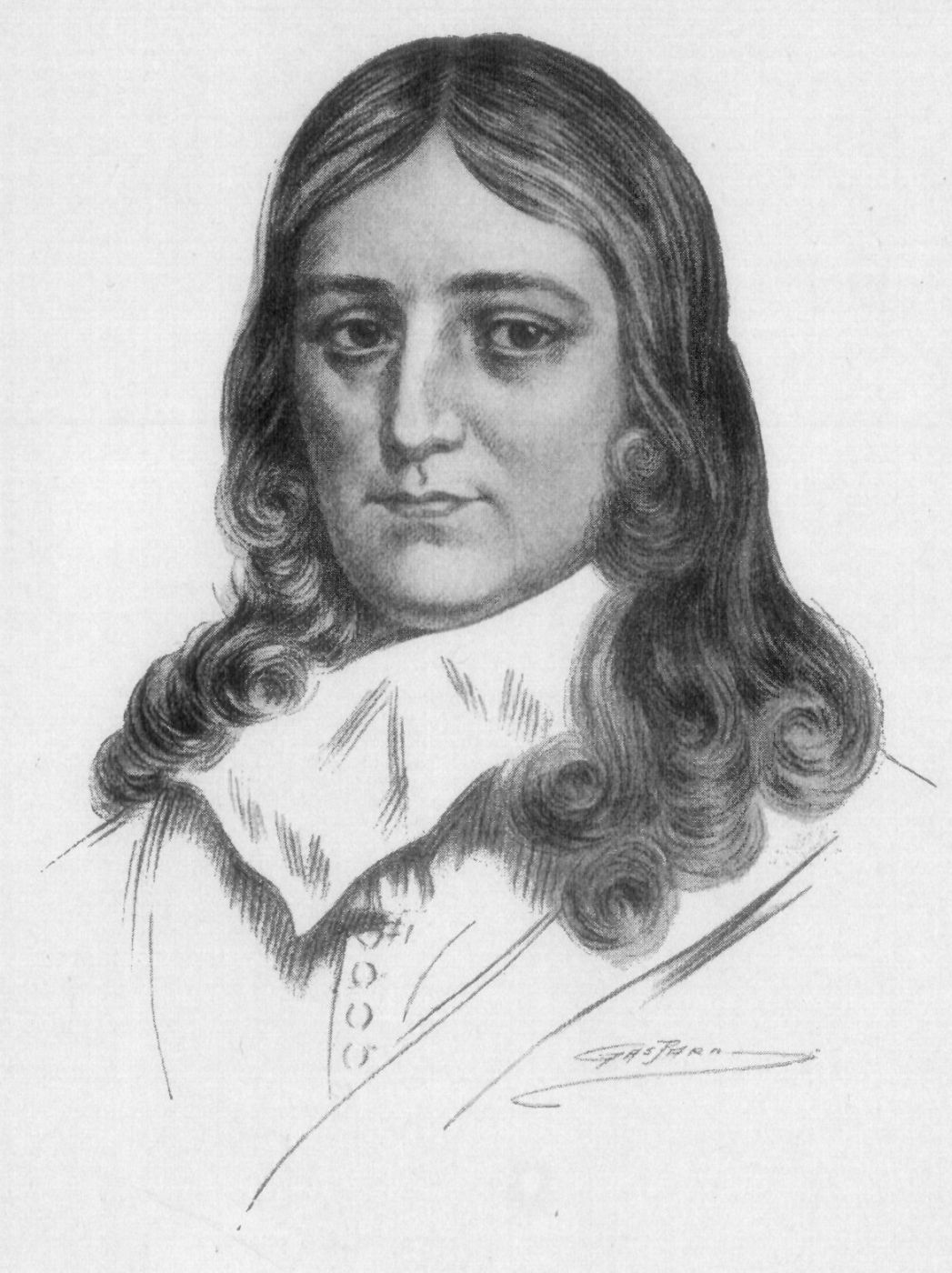
جون ميلتون

كان جون ميلتون أشهر الكتاب الإنجليز في أواسط القرن السابع عشر. كتب شعرًا ونثرًا في العديد من الموضوعات في فترة حكم كل من تشارلز الأول والبيوريتانيين وتشارلز الثاني. وتعتبر ملحمته الرائعة الفردوس المفقود (1667) ـ التي بناها على قصة آدم وحواء المأخوذة من الإنجيل ـ أفضل إنجازاته. يُميز هذا العمل شعر مرسل غني وموسيقي إلى جانب وصف للسماء والجحيم والجنة (من وجهة نظر الشاعر بالطبع).

## أدب عصر عودة الملكية (1660-1700)
انتهى حكم البيوريتانيين عام 1660 عندما أعاد البرلمان الملكية في ظل حكم تشارلز الثاني. وبقي تشارلز في الحكم حتى موته عام 1685، غير أن الفترة بأكملها من عام 1660 إلى عام 1700 تعرف بعصر عودة الملكية. حاول البيوريتانيون تطبيق قانون أخلاقي صارم خلال فترة بقائهم في الحكم. وبعد عودة الملكية، كان هناك ردة فعل قوية ضد هذا القانون، إذ مارس النبلاء والطبقة العليا حياة إباحية وماجنة أحيانًا. وقد عكس كُتّاب هذه الفترة، خاصة الهزليون منهم، هذه الإباحية في أعمالهم الأدبية.

### جون درايدن
أصبح جون درايدن أشهر شخصية أدبية في عصر عودة الملكية بعد موت ميلتون عام 1674. كتب في الشعر والنقد الأدبي والمسرحية الشعبية. نقل درايدن ولاءه من البيوريتانيين إلى المَـلكيَّة المستعادة. وفي أواخر أيامه حَوَّلَ ولاءه الديني من الكنيسة الأنجليكانية إلى الكاثوليكية. ويعكس الكثير من أشعاره هذه التحولات السياسية والدينية. على سبيل المثال، فإن قصيدته الهجائية السياسية أبسالوم وأكيتوفيل (1681) تهاجم أعداء جيمس الثاني المستقبليين؛ وفي الظبية والنمر (1687) يعلل درايدن تحوله إلى الكاثوليكية. من بين أفضل مسرحيات درايدن ملهاة الزواج على الطريقة الحديثة (1672) ومأساة كل شيء من أجل الحب (1678). إضافة إلى ذلك، كتب درايدن بعض أجمل النقد الأدبي في الأدب الإنجليزي، وعمله مقالة حول الشعر المسرحي (1668)، الذي يحتوي على تحليل رائع لعمل شكسبير، شاهد على ذلك.

### المسرحية في عهد عودة الملكية
بعد أن أصبح تشارلز الثاني ملكا عام 1660، أعيد افتتاح المسارح وابتدأت فترة مهمة في حياة المسرحية الإنجليزية. وفي الحال سيطر نوعان من المسرحيات على مسارح فترة عودة الملكية:
1. الملهاة الأخلاقية : يتراوح موضوع هذه الملهاة بين الذكي والساخر والإباحي. تناولت الحب والمؤامرة الرومانسية بطريقة تشوبها مسحة خفيفة ضاحكة. ومن أفضل ماكتب في الملهاة الأخلاقية الزوجة الريفية (1675) التي كتبها وليم ويتشرلي وطريق العالم (1700) بقلم وليم كونجريف.
2. المأساة البطولية : تميزت هذه المسرحية بحبكتها المعقدة التي تناولت التضاد بين الحب والشرف. وقد وقعت معظم أحداثها في بلاد نائية. ولم تركز إلا على القليل من الحوادث على المسرح؛ كما تكلمت شخوصها باستخدام الدوبيت الملحمي المتأنق الذي يدل على رفعة المقام. والدوبيت الملحمي هو شكل من الشعر يتألف من بيتين مُقفَّيين، يتألف كل منهما من عشرة مقاطع. وقد كتب درايدن عددًا من المآسي البطولية مثل افتتاح غرناطة (1670-1671) وأورنج - زيبي (1675).

### النثر في عهد عودة الملكية
أصبح النثر أقل تنميقًا في هذه الفترة مما كان في القرن السابع عشر، إذ بدأ الكتّاب بالتعبير عن أنفسهم بوضوح وبساطة ودون مواربة. استخدم جون بنيان لغة مفعمة بالحيوية وبسيطة في رحلة الحاج (1678-1684)، وهي قصة دينية شعبية ذات معنى رمزي بسيط. كما أن مذكرات صمويل بيبس وجون إيفلين مكتوبة بلغة حيوية أيضًا. إنهما يقدمان رؤيا مبهجة ومفصلة بشكل كبير عن الحياة الإنجليزية في أواخر القرن السابع عشر. يتضمن عمل بيبس بشكل خاص وصفًا رائعًا للنار الكبيرة التي التهمت معظم لندن عام 1666.

## العصر الأوغسطي (1700-1750)
تُسمى فترة مابين عام 1700 إلى حوالي عام 1750 في الأدب الإنجليزي بالعصر أو العهد الأوغسطي، نسبة إلى فترة حكم الإمبراطور الروماني، أغسطس، الذي حكم من عام 27 قبل الميلاد إلى عام 14 بعد الميلاد، والذي وصل الأدب اللاتيني في عصره إلى أوج مجده بوجود شعراء مثل: فيرجيل وهوراس وأوفيد. وقد حاول الكتاب الإنجليز في هذه الفترة تقليد العديد من المُثل الأدبية والفلسفية لهؤلاء الشعراء الرومان. كما رأى الكتاب الإنجليز مثلما رأى الرومان القدماء بأن العقل والفطنة يجب أن يكونا مرشدي الأدب والحياة. لقد بذلوا جهدهم من أجل التوازن والتناغم في كتاباتهم. عُرِف العصر الأوغسطي في الأدب الإنجليزي أيضًا بعصر الكلاسيكية الحديثة (الكلاسيكية الجديدة).

### سويفت وبوب

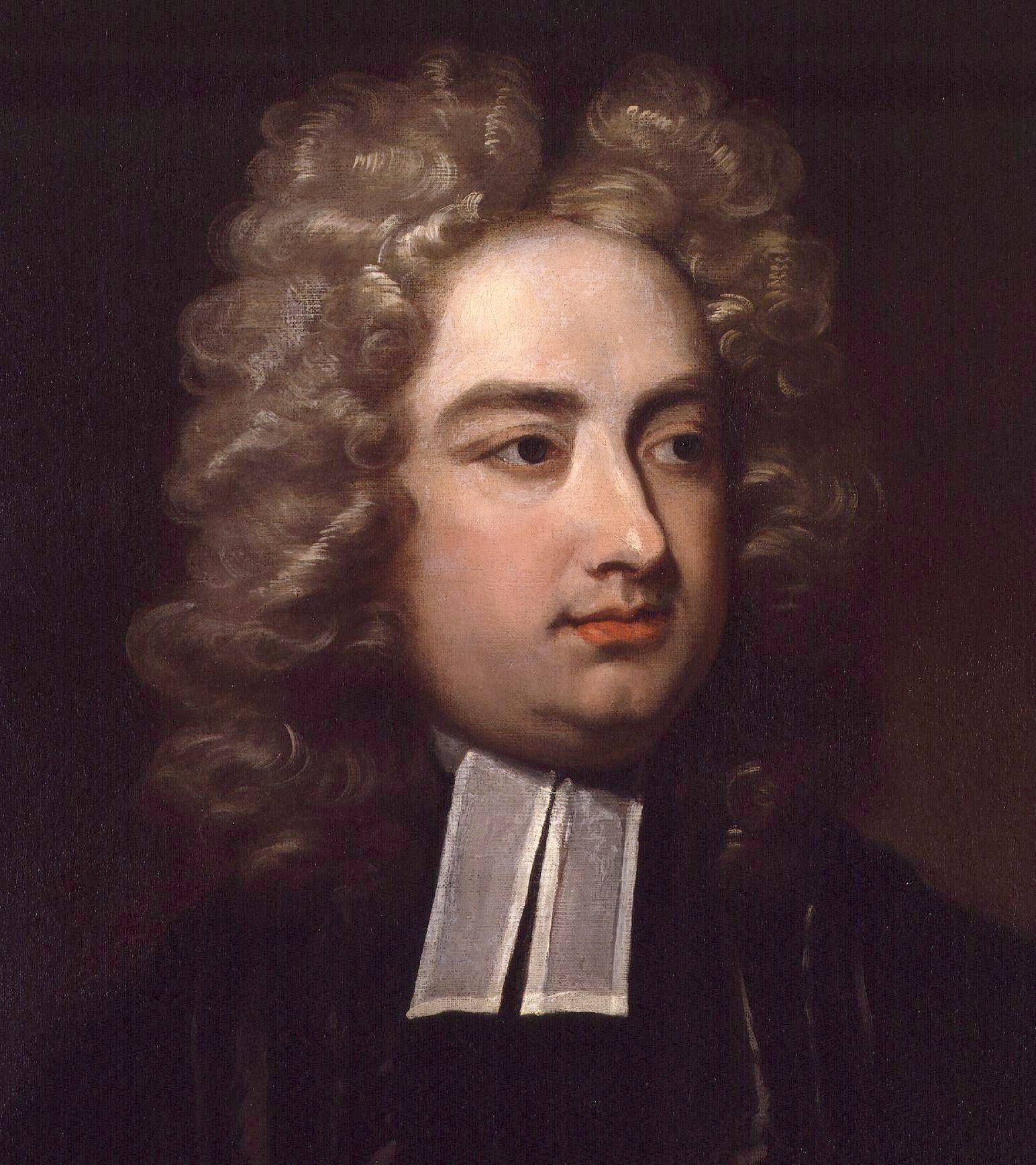
جوناثان سويفت

كان الهجاء واحدًا من أكثر أنواع الأدب شعبية خلال العصر الأوغسطي. وبالرغم من تركيز هذا العصر على العقل، إلا أن معظم أشعار الهجاء كانت لاذعة وشخصية، وبناء عليه، غير معقولة. وكان أشهر كتاب الهجاء في هذه الفترة جوناثان سويفت في النثر وألكسندر بوب في الشعر. هاجم سويفت التفاسير المختلفة للنصرانية في حكاية المغطس (1704). كما سخر من جدل الساعة الأدبي في كتاب معركة الكتب (1704). كان هذا الجدل ساخنًا بين الأدباء الذين يفضلون المؤلفين القدماء وأولئك الذين اعتقدوا أن المؤلفين المحدثين أفضل. وهاجم سويفت الرياء الذي وجده في الملوك والبلدان والعلماء في رحلات جليفر (1726)، والذي يُعد أشهر كتب الهجاء في اللغة الإنجليزية.
سخر بوب من تصرفات المجتمع المتمسك بالأزياء الحديثة في اغتصاب خصلة الشعر (1712-1717). كما كتب بذكاء لاذع عن مؤلفي زمانه وعن كتبهم المملة في ذي دنسياد (1728-1743). وقد طوّر بوب قصائد الدوبيـت الملحمـية إلى درجـة الكمال في قصيدتيه المطولتين مقالة عن الإنسان (1733-1734) ومقالات أخلاقية (1731-1735). ففي مقالة عن الإنسان ينصح بوب القراء أن يسلكوا الطريق الوسط، متجنبين التطرف في كل شيء. وفي المقالات الأخلاقية يبحث في طبيعة الرجل والمرأة وفي فوائد الغنى.

### أديسون و ستيل

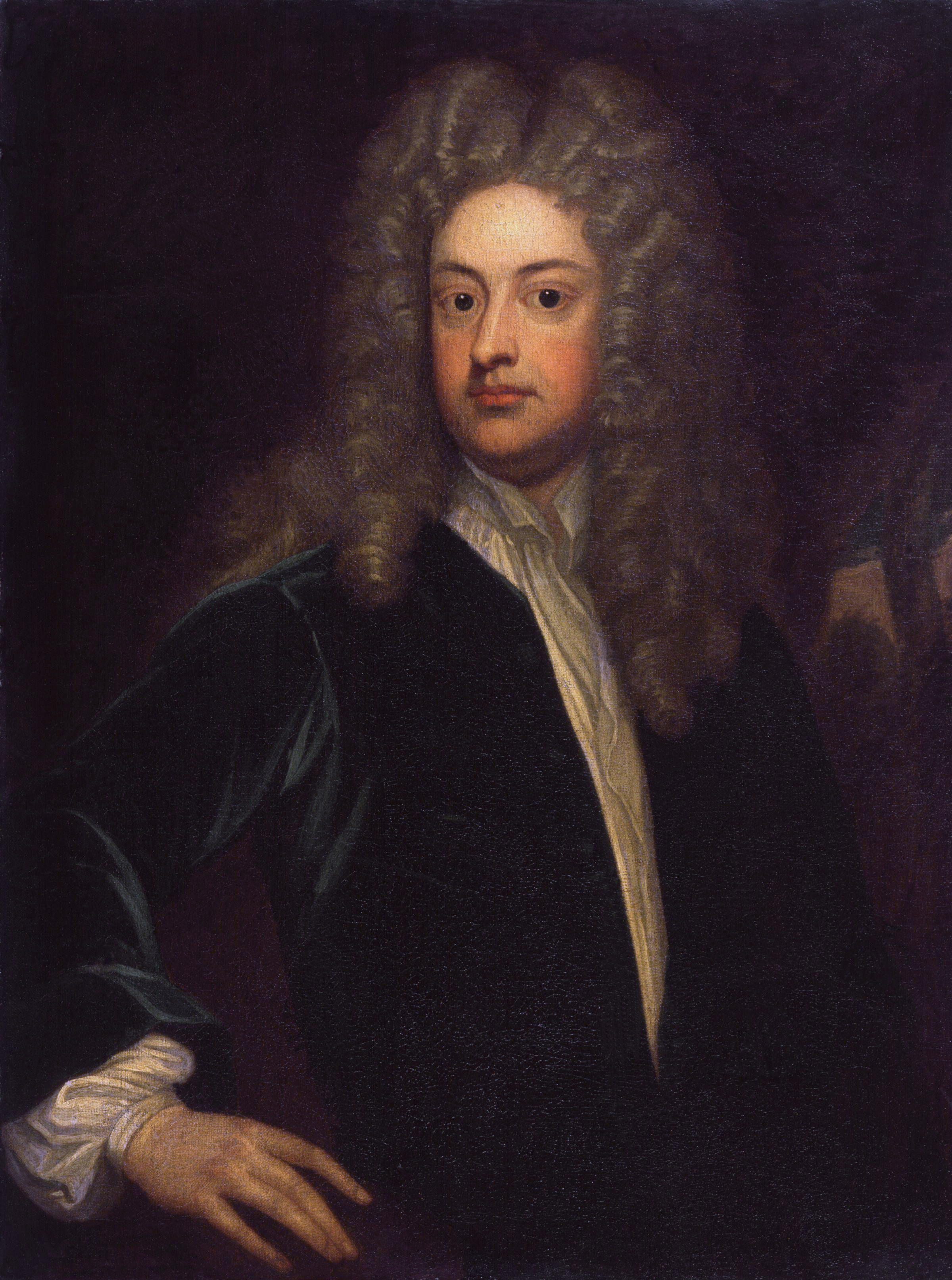
جوزيف أديسون.

كان جوزيف أديسون وريتشارد ستيل من أبرز كتاب المقالة في العصر الأوغسطي. وقد نشرا مقالاتهما في دوريتين، هما تاتلر (1709-1711) وسبكتيتور (1711- 1712). وصف الاثنان العادات والمواقف السائدة في تلك الأيام وانتقداها. وقد ساعدت هذه المقالات على بلورة أذواق الطبقة المتوسطة وتصرفاتها، وأخلاقها، وأدبها. إضافة إلى ذلك فقد ساعد أسلوب أديسون النثري الجميل والواضح أن يكون نموذجًا يقلده الكتاب الإنجليز في القرن الثامن عشر.

### ازدهار الرواية
يعتبر تطور الرواية من أعظم إنجازات الأدب الإنجليزي. ويمكن العثور على جذور الرواية في كتب دانييل ديفو. فقد كتب ديفو قصصًا واقعية تتألف من حوادث مهلهلة تم سردها بوصفها حوادث حقيقية. إن كتابيه روبنسون كروزو (1719) مول فلاندرز (1722) تشبهان الروايات، غير أنهما يفتقران إلى الحبكة المترابطة المميزة لذلك النوع من الأدب.
يعتبر العديد من الأدباء رواية صمويل ريتشاردسون باميلا (1740) أول رواية حقيقية في الإنجليزية. غير أن الكتاب وعظي وأسلوبه مهلهل نوعًا ما. وعلى العكس من ذلك، فإن روايات هنري فيلدنغ وتوبياس سموليت تركز على الهزل اللاذع والهجاء. وقد سخر فيلدنغ من باميلا في كتابه شاميلا (1742). ربما كانت رواية فيلدينج المسماة توم جونز (1749) أشهر رواية هزلية في اللغة الإنجليزية. ويعتبر النقاد رحلة همفري كلنكر (1771) أحسن روايات سموليت. وكان لورانس ستيرن من كتاب الرواية الكبار في هذه الفترة، إذ أن روايته ترسترام شاندي (1760-1767) لا تحتوي على قصة تقريبًا غير أنها مليئة بالنكات والتوريات المبهجة.

## عصر جونسون (1750-1784)

### صمويل جونسون

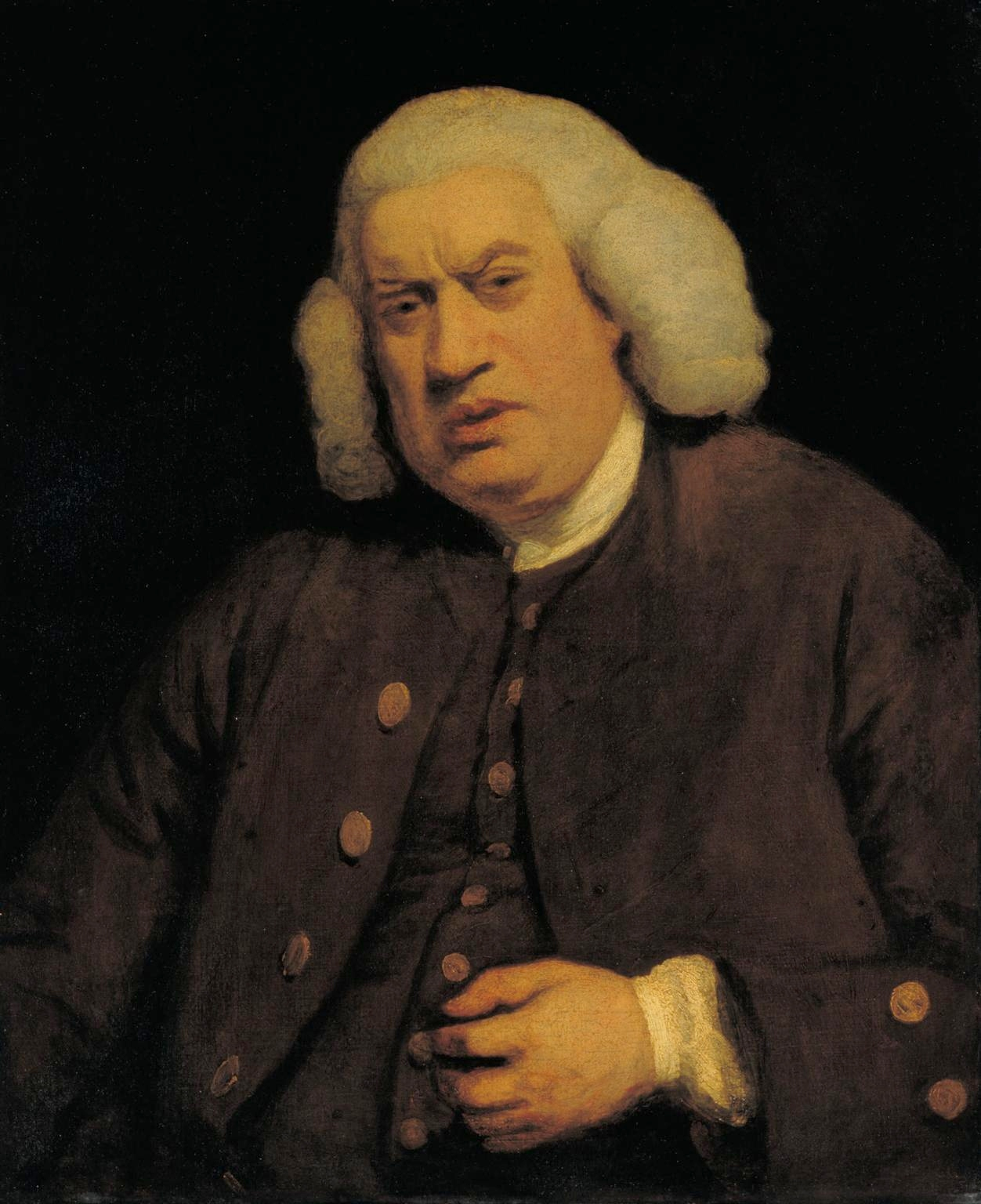
صمويل جونسون

سيطر صمويل جونسون على الأدب الإنجليزي من حوالي عام 1750 إلى عام 1784. وكان معروفًا بأحاديثه التي كانت أحيانًا تعبر عن أراء متطرفة وبكتاباته على حد سواء. كانت إنجازات جونسون الأدبية رائعة. إن معجم اللغة الإنجليزية (1755) الذي ألفه، مشهور بتعريفاته الأدبية للكلمات واستعماله لنصوص مقتبسة ممتازة لشرح هذه التعريفات. إنه يفحص إنتاج أعمال اثنين وخمسين شاعرًا في كتابه حياة الشعراء الإنجليز (1779-1781)؛ كما أنه عمل جاهدًا لتثبيت النقد بوصفه شكلاً من أشكال الأدب. كما كتب جونسون مقالات -طويلة وقصيرة ـ ومقابلات وأشعارًا مثل لندن (1738) و تفاهة الرغبات الإنسانية (1749)؛ كما أن كتابه النثري راسيلاس (1759) هجوم على أولئك الذين يبحثون عن طريق سهل للسعادة.

### جماعة جونسون
كان أصدقاء جونسون أهم كتاب الفترة الأخيرة من القرن الثامن عشر. كانت هذه الجماعة تضم:
- أوليفر جولد سميث (1728–1774)
- ريتشارد برنسلي شريدان (1751–1816)
- إدموند بيرك (1729-1797)
- جيمس بوزويل (1740-1795) (مؤرخ حياة جونسون نفسه).

وتُـبْنى شهرة جولد سميث على ثلاثة أعمال رائعة هي: رواية وقصيدة طويلة ومسرحية. الرواية هي كاهن ويكفيلد (1766). وتخبرنا عن سوء حظ رجل دين طيِّب وعائلته. وتصف القصيدة المسماة القرية المهجورة (1770)، بشكل عاطفي، تردي الحياة في القرية الإنجليزية. أما مسرحيته الرائعة فهي ملهاته الكلاسيكية تتمسكن لتتمكن (1773). وكتب شريدان ملهاتين أخلاقيتين هما المتنافسون (1775) ومدرسة الفضيحة (1777). وكتب بيرك مقالات عن الحكومة والتاريخ والجمال. إن أطروحته التي تحمل عنوان البحث الفلسفي عن أصل أفكارنا عن التسامي والجمال (1757) مهدت الطريق للعديد من الكتاب الرومانسيين في القرن التاسع عشر.
سجل بوزويل بكل ذكاء غرابة أطوار جونسون وأحاديثه في كتابه حياة صمويل جونسون (1791). وقد اكتُشف العديد من مذكرات بوزويل وأوراقه الخاصة في أوائل القرن العشرين. وتعطي هذه المادة ـ مثل قصة حياة جونسون ـ صورة جلية عن الزمن الذي عاش فيه بوزويل وجونسون.

## الأدب الرومانسي (1784-1832)
كان جونسون وجماعته آخر شخصيات القرن الثامن عشر الأدبية العظيمة التي أكدت على أهمية القوانين الكلاسيكية في الكتابة. فقد استبدل كتاب أواخر القرن الثامن عشر وأوائل القرن التاسع عشر التناغم والاعتدال الأوغسطيين بالعاطفة؛ وفضّلوا الأسلوب الغامض «منذ زمن وفي بلاد نائية»، كما اقتنعوا بقوى الخيال المُبدع وتبنوا وجهة نظر شخصية جدًا عن العالم. كان هؤلاء الكتاب يُدْعَوْن الرومانسيين.

### شعراء ماقبل الرومانسية
مجموعة من الشعراء الذين كانوا يمثلون جسرًا بين الكلاسيكية والرومانسية. نوهوا في العديد من كتاباتهم بالمشاكل الاجتماعية وحب الطبيعة التي أصبحت أكبر عامل مُميّز للرومانسية الإنجليزية. فوصف توماس جراي الخواء الذي يعاني منه عامة الشعب في قصيدته مرثاة كتبت في باحة كنيسة ريفية (1751). وكتب وليم كوبر عن جمال الطبيعة ومقته للمدن في كتابه العمل (1785). كما كتب الشاعر الإسكتلندي روبرت بيرنز عن شخصيات ريفية مستعملاً اللهجة الاسكتلندية. ومن بين أشهر قصائده قصيدة الأيام الخالية (نحو 1788) وقصيدة آتيا من بين الجاودار (نحو 1796). وكان وليم بليك أبرز شعراء فترة ما قبل الرومانسية. لم يكن عمله معروفًا في حياته؛ وقد جُمعت معظم قصائده القوية في مجموعتين شعريتين أغاني البراءة (1789) وأغاني التجربة (1794).

### الشعر الرومانسي
كان ويليام ووردزوورث وصامويل تايلر كولريدج أول شاعرين مشهورين في الشعر الرومانسي الإنجليزي؛ وقد ألفا معًا مجلدًا من الشعر يُدعى القصائد القصصية الغنائية (1798). تعتبر مقدمة ووردزوورث للطبعة الثانية من الكتاب (1800 تقريبًا) دليلاً للشعر الرومانسي. بين في هذه المقدمة لماذا استخدم اللغة العادية بدلاً من اللغة الشعرية العالية التي استخدمها الكتاب السابقون مثل درايدن وبوب. كما بين أيضا سبب رغبته في الكتابة عن مواضيع مـتداولة وعادية، خاصة تلك التي تتعلق بالريف. عاش ووردزوورث وكولريدج في مقاطعة البحيرة الجميلة التي تقع في شمال غربي إنجلترا وكتبا بصورة مؤثرة عن جمال الطبيعة. يتميز العديد من قصائدهما المرسلة بأسلوب يحاكي الحياة العادية.

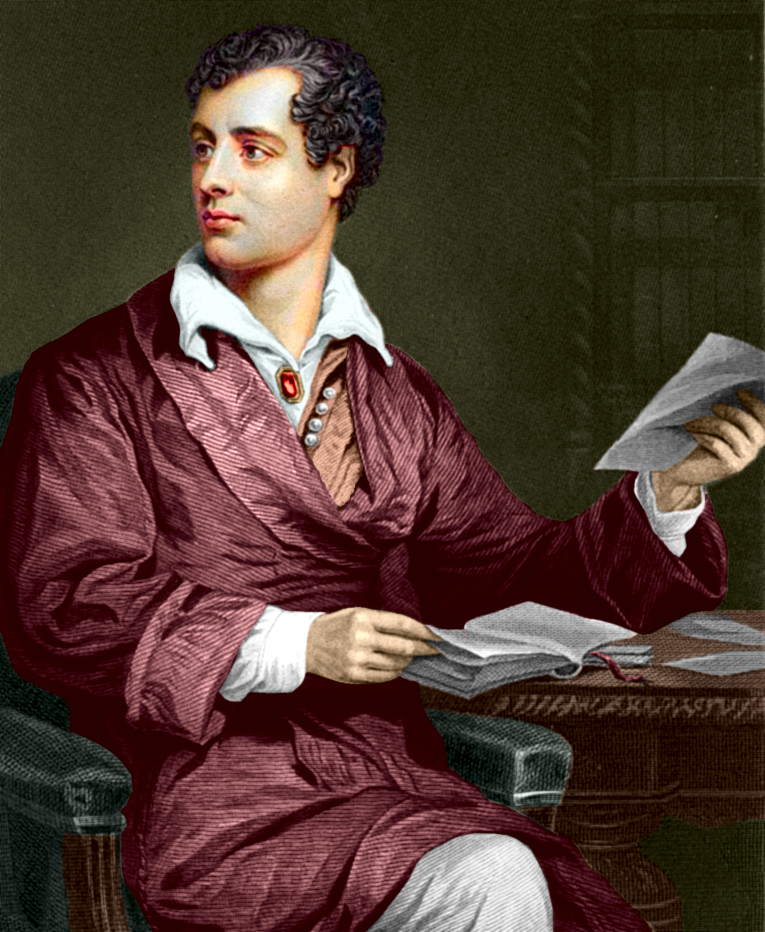
اللورد بايرون

أتى اللورد بايرون ببطل يشبهه شخصيًا إلى حد ما في قصائد مطولة مثل حجة تشايلد هارولد (1812- 1818) وقصيدة دون جوان غير المكتملة (1819- 1824). يمكن اعتبار بايرون مبتكر شخصية البطل المزيف لأنه تعاطف مع الثوار والخارجين على القانون وأنماط أخرى من الشخصيات التي طالما احتقرها المجتمع. كان بيرسي بيش شيلي (1792–1822) مثاليًا في فلسفته؛ كما كان مصلحًا اجتماعيًا. امتدح في قصيدته الطويلة، برومثيوس حرًا (1820) الفرد الذي يقاوم السلطة الظالمة. وكتب جون كيتس (1795–1821) قصائد قوية مفعمة بالحيوية تتناول في معظمها موضوع الجمال وزواله المحتم. من بين أشهر أعماله: قصيدة الجرّة الإغريقية (1819) وقصيدة من أجل العندليب (1819).

### النثر الرومانسي
تضمن هذا النوع من الأدب مقالات ونقدًا أدبيًا ويوميات وروايات. يعتبر توماس دي كوينسي (1785–1859) ووليم هازليت (1778–1830) وتشارلز لام من أوائل كتَّاب المقالة في هذه الفترة. إن مقالة دي كوينسي اعترافات مدمن إنجليزي على الأفيون (1821). نموذج للمقالة الشخصية جدًا التي كانت شائعة في الجزء الأول من القرن التاسع عشر. وكتب هازليت دراسات نقدية رائعة عن المسرحية الإليزابيثية. وقد ساعدت هذه الدراسات على إحياء الاهتمام بمسرحيات العصر الإليزابيثي. كما جُمعت مقالات لام الضاحكة الدافئة في مجلدين يعرفان باسم مقالات إليا (1823) ومقالات إليا الأخيرة (1833).
يظهر الأسلوب الشخصي للنثر الرومانسي في رسائل ويوميات العديد من الكتاب؛ فيوميات دوروثي وردزورث، أخت الشاعر وردزورث، مهمة بشكل خاص. لقد احتفظت بمذكرات تسجل الحياة اليومية في مقاطعة البحيرة أثناء الفترة التي كان أخوها وكولريدج يكتبان الحكايات الشعرية الشعبية الغنائية. تعطي هذه اليوميات سجلاً ساحرًا لعملية وضع هذا المجلد. أصبح نوع من قصص الرعب يسمَّى الرواية القوطية شائعًا في أواخر القرن الثامن عشر وأوائل القرن التاسع عشر. تتناول معظم هذه القصص الأشباح وحوادث خارقة. وكتب هوراس والبول أول رواية قوطية هي قلعة أوترانتو (1764). أعظم كاتبي رواية في العصر الرومانسي هما جين أوستن والسير وولتر سكوت. كتبت أوستن عن حياة الطبقة المتوسطة في المدن الصغيرة في منتجع باث المشهور. تتميز نساء أوستن في رواياتها، مثل الكبرياء والتحامل (1813) وإمّـا (1815) بالاستقلالية والذكاء. وكتب سكوت روايات تقع حوادثها في مرتفعات اسكتلندا أو أدنبره. إن سلسلة كتبه التي تسمّى روايات ويفرلي هي في الواقع أول روايات تاريخية في الأدب الإنجليزي. وقد أعلن موت سكوت عام 1832 نهاية العصر الرومانسي.

## الأدب الفكتوري (1832-1901)
أصبحت فكتوريا ملكة بريطانيا عام 1837؛ واستمر حكمها، الذي يعتبر الأطول في تاريخ إنجلترا، حتى عام 1901. وتعرف هذه الفترة بالعصر الفكتوري. شهد العصر الفكتوري تغيّرًا عظيمًا في الاقتصاد والاجتماع والسياسة، حيث وصلت الإمبراطورية البريطانية إلى أوج عظمتها لتغطي حوالي ربع الكرة الأرضية. توسعت التجارة والصناعة بسرعة، وقطعت السكك الحديدية والأقنية المائية البلاد طولاً وعرضًا. وتَقدَّم العلمُ والتكنولوجيا، وكبر حجم الطبقة المتوسطة بشكل هائل. أخذ عدد المثقفين يزداد في الخمسينيات من القرن التاسع عشر. إضافة إلى ذلك قدمت الحكومة إصلاحات ديمقراطية، فسمحت، على سبيل المثال، لعدد أكبر من الناس بالتصويت.
بالرغم من رخاء العصر الفكتوري، إلا أن عمال المصانع والمزارع كانوا يعيشون في فقر مدقع. وهذا ما دعا بينجامين دزرائيلي، وكان من أشهر رؤساء وزراء هذه الفترة، إلى وصف إنجلترا ببلد الأمَّتين، واحدة غنية والثانية فقيرة. كما ظهرت في النصف الثاني من القرن التاسع عشر بعض النظريات العلمية التي بدت وكأنها تتحدى التعاليم الدينية. وأكثر هذه النظريات مثارًا للجدل نظرية النشوء والارتقاء التي قال بها عالم الأحياء تشارلز داروين. قال داروين في كتاب أصل الأنواع (1859) بأن كل كائن حي قد ارتقى من كائن آخر قبله. بناء عليه بدا وكأن داروين يناقض قصة الإنجيل عن الخلق، وهو ـ أيضًا ـ يخالف ماورد في القرآن الكريم عن خلق الإنسان. تناول كتّاب العصر الفكتوري التباين بين غنى الطبقتين المتوسطة والعليا وحالة الطبقة الفقيرة المُزرية؛ كما بدأوا في تحليل ضعف الإيمان بالقيم التقليدية في أواخر القرن التاسع عشر.

### الأدب الفكتوري المبكر

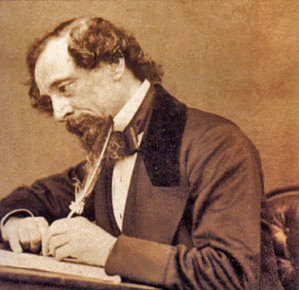
تشارلز ديكنز

يتضمن هذا الأدب بعض أشهر الروايات التي كُتبت في الأدب الإنجليزي. كتب معظم روائيي هذه الفترة أعمالاً طويلة تتضمن شخصيات متنوعة. وفي الكثير من الحالات، ضمَّن المؤلفون حوادث حقيقية في قصصهم. تشتهر روايات تشارلز ديكنز بشخوصها الغنية والغريبة الأطوار في بعض الأحيان. ففي روايتي أوليفر تويست (1837-1839) وديفيد كوبرفيلد (1849- 1850) يصف ديكنزحياة أطفال حولتها قسوة الكبار وغباؤهم إلى جحيم. وصوّر ديكِنز الجانب المظلم للحياة في العصر الفكتوري في البيت الكئيب (1852- 1853). إذ انتقد في هذه الرواية المحاكم ورجال الدين وإهمال الفقراء. ألف وليم ميكبيس ثاكاري رائعة الفن القصصي الفكتوري المسماة دار الغرور (1847-1848). تتابع القصة حياة العديد من الأشخاص في المجتمع الإنجليزي من مطلع القرن التاسع عشر في مراحل متنوعة من فترة ما قبل العصر الفكتوري.
تحتوي روايات الأخوات الثلاث لعائلة برونتي وهن إميلي (1818–48) وتشارلوت (1816–55) وآن (1820-49) على العديد من العناصر الرومانسية. وهذه الروايات مشهورة بسبب تصويرها حياة شخصيات معذبة نفسيًا على وجه الخصوص. ويعتبر النقاد رواية إميلي برونتي مرتفعات وذرنج (1847) ورواية شارلوت برونتي جين إير (1847) من أعظم الأعمال الروائية في العصر الفكتوري.
ألف العديد من الكتاب أعمالاً غير قصصية تناولت مساوئ العصر حسب اعتقادهم. مثالاً على ذلك، هاجم توماس كارلايل الطمع والرياء الذي رآه في مجتمعه في كتاب سارتور ريسارتوس (1833-1834). وبحث جون ستيوارت مل العلاقة بين المجتمع والفرد في مقالته المطولة عن الحرية (1859).

### الأدب الفكتوري اللاحق
ظهر في أواخر القرن التاسع عشر أسلوب متشائم في الكثير من أفضل الأعمال الشعرية والنثرية الفكتورية، فقد بحث اللورد تنيسون (1809–92) مشاكل عصره الدينية والفكرية في قصيدته الطويلة للذكرى (1850). وعبّر ماثيو آرنولد (1822–88) عن شكِّه في الحياة الحديثة في قصائد قصيرة مثل الغجري العالم (1853) وشاطئ دوفر (1867). أما أكثر إنجازات أرنولد الأدبية شهرة فهي مقالاته النقدية عن الحضارة والأدب والدين والمجتمع. وقد جمع العديد من هذه المقالات في كتاب الحضارة والفوضى (1869). كان روبرت براونينج (1812–89) واحدًا من أبرز الشعراء الفكتوريين. وقد وضع نماذج دراسة ناجحة للشخصية أطلق عليها اسم المنولوج المسرحي. تسرد القصة في هذه القصائد شخصية خيالية. أشهر أعمال براونينج عمله المسمى الخاتم والكتاب (1868-1869). وقد بنى القصيدة على قصة اغتيال حدثت في إيطاليا (1698). يتكلم عن القضية في القصيدة اثنتا عشرة شخصية، كل من وجهة نظره الخاصة. وكانت زوجته واسمها إليزابيث باريت براونينج شاعرة أيضًا، ألفت سوناتات متتالية عن الحب مهداة إلى زوجها تدعى سوناتات من البرتغالية (1850).
كتب جيرارد مانلي هوبكنز (1844–89) أشعارًا دينية تجريبية لم تنشر حتى عام 1918، بعد ثلاثين عامًا من وفاته تقريبًا. تميز شعره بأسلوب سماه الإيقاع المتوثب حاول فيه محاكاة الحديث الطبيعي. رغم أنه ملأه صورًا غنية ومزيجًا غريبًا من الكلمات. وتعتبر السوناتات العسيرة (1885) نموذجًا ممثلاً لأعماله.
كان في مقدمة الروائيين الفكتوريين في هذه الفترة جورج إليوت (الاسم المستعار لماري آن إيفانز) (1819–80)، وجورج مرديث (1828–1909)، وتوماس هاردي (1840–1928). تتناول قصص إليوت مشاكل عصرها الاجتماعية والأخلاقية. وتعتبر رائعتها ميدل مارش (1871-1872) أفضل أعمالها. وتتميز روايات مرديث وأعماله الشعرية بقدرتها على تناول الشَّخصيات بطريقة نفسية ذكية. تتضمن أهم أعماله روايات محنة ريتشارد فيفاريل (1859) والأناني (1879) والسوناتات المتتالية الحب الحديث (1862). وسيطرت روايات هاردي على الأدب الإنجليزي في نهاية القرن التاسع عشر. كتب هاردي قصصًا واقعية ينهزم فيها الأشخاص أمام الأزمات. لقد استخدم مناظر خيالية من منطقة وسكس لتساعده على تهيئة ذلك الجو التأملي الذي تتميز به رواياته مثل عمدة كاستربردج (1886) وجودي الغامض (1895). وكان هاردي شاعرًا موهوبًا أيضًا.
بُعثت المسرحية من جديد في نهاية العصر الفكتوري تقريبًا، إذ لم يكن هناك مسرحيات مهمة في إنجلترا منذ أواخر القرن الثامن عشر إلى نهاية القرن التاسع عشر. غير أنه في بداية القرن العشرين، استطاع عدد من كتاب المسرحية بعث الحياة في المسرح الإنجليزي بإنتاج ملاهٍ ذكية ومسرحيات واقعية عن مشاكل العصر الاجتماعية.
استرجع أوسكار وايلد (1854-1900) عهد الكوميديا الأخلاقية المتألقة في فترة عودة الملكية بتأليفه مسرحية مروحة الليدي ويندرميرر (1892) الزوج المثالي (1895). وكتب جورج برنارد شو (1856–50) مسرحيات ذكية؛ غير أنه كان مهتمًا بالدرجة الأولى بالكشف عن العيوب التي رآها في المجتمع. تتضمن أفضل أعماله التي أنتجها في نهاية القرن التاسع عشر السلاح والرجل (1894) وكانديدا (1895). وكتب السير آرثر وينج باينيرو (1855-1934) عددًا من الكوميديات والميلودراما. لكنه بنى شهرته على مسرحيته السيدة تانكري الثانية (1893) ومسرحيات اجتماعية أخرى.

## أدب القرن العشرين

### أدب ما قبل الحرب العالمية الأولى

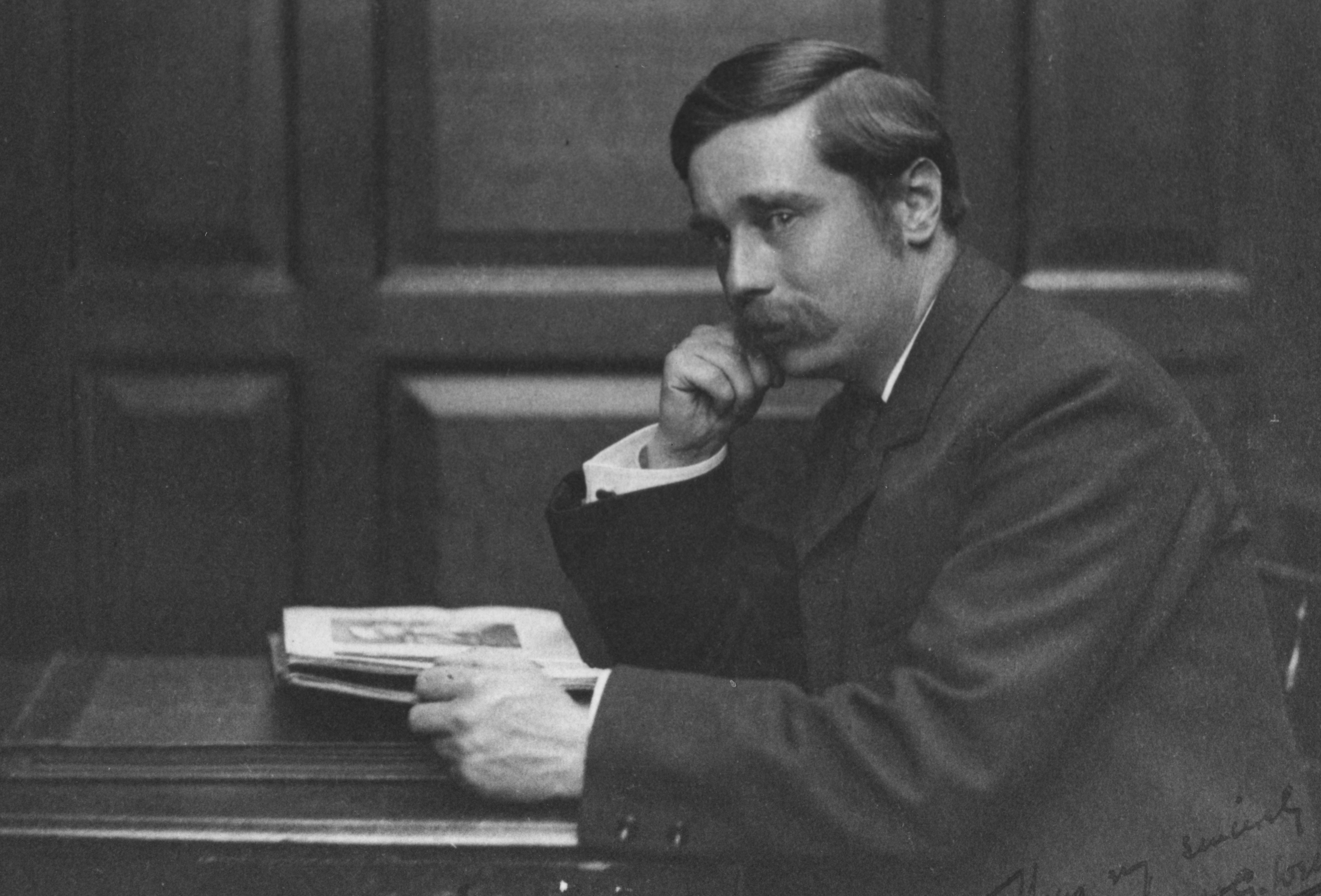
هربرت جورج ويلز وهو جالس في لندن (1890)

حصل العديد من المؤلفين على الشهرة خلال الفترة التي بدأت بموت الملكة فكتوريا عام 1901 وانتهت باندلاع الحرب العالمية الأولى عام 1914. كتب العديد من هؤلاء روايات ومسرحيات في النَّقد الاجتماعي. وفي نهاية هذه الفترة رجع جماعة من الشعراء إلى قيم العصر الرومانسي، وأخذوا يكتبون أشعارًا بأسلوب وردزورث.
بعد موت فكتوريا، خلفها ابنها الأكبر على العرش باسم إدوارد السابع. ويطلق اسم الإدواردية على فترة حكم إدوارد (1901-1910). كان أهم الروائيين الإدوارديين آرنولد بنيت (1867–1931)، وهربرت جورج ويلز (1866–1946). ففي قصة الزوجات العجائز (1908) وقصص واقعية أخرى كتب بنيت عن حياة الطبقة المتوسطة المملة في المدن الصغيرة في وسط إنجلترا. وأصبح ويلز مشهورًا بسبب حرب العوالم (1898م)، وآلة الزمن (1895)، الرجل الخفي (1897)، وغيرها من روايات الخيال العلمي. إضافة إلى ذلك فقد كتب أعمالا خيالية هجائية وسياسية. واستمر شو في مهاجمة القيم الاجتماعية في مسرحيات مثل ميجر باربارا (1905) ومحنة الدكتور (1906).

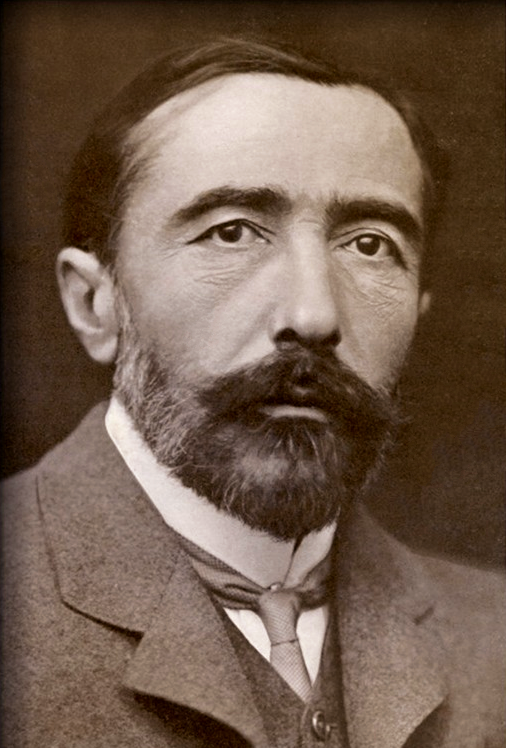
جوزيف كونراد، 1904

وكتب جوزيف كونراد (1857–1924) البولندي المولد روايات نفسية ثاقبة عن مواضيع الجريمة والبطولة والشرف. ففي لورد جيم (1900)، على سبيل المثال، وصف كونراد جهود رجل إنجليزي استمرت طيلة حياته لاستعادة إحساسه بالكرامة بعد أن ارتكب عملاً جبانًا في شبابه. وأصبح جون جالزورثي (1867–1933) مشهورًا بسبب رواياته ومسرحياته الواقعية. وأكثر أعماله شهرة هو ساجا فورسايت (1906-1921) المكونة من ثلاث روايات عن حياة عائلة إنجليزية ترتفع للمجد والقوة.

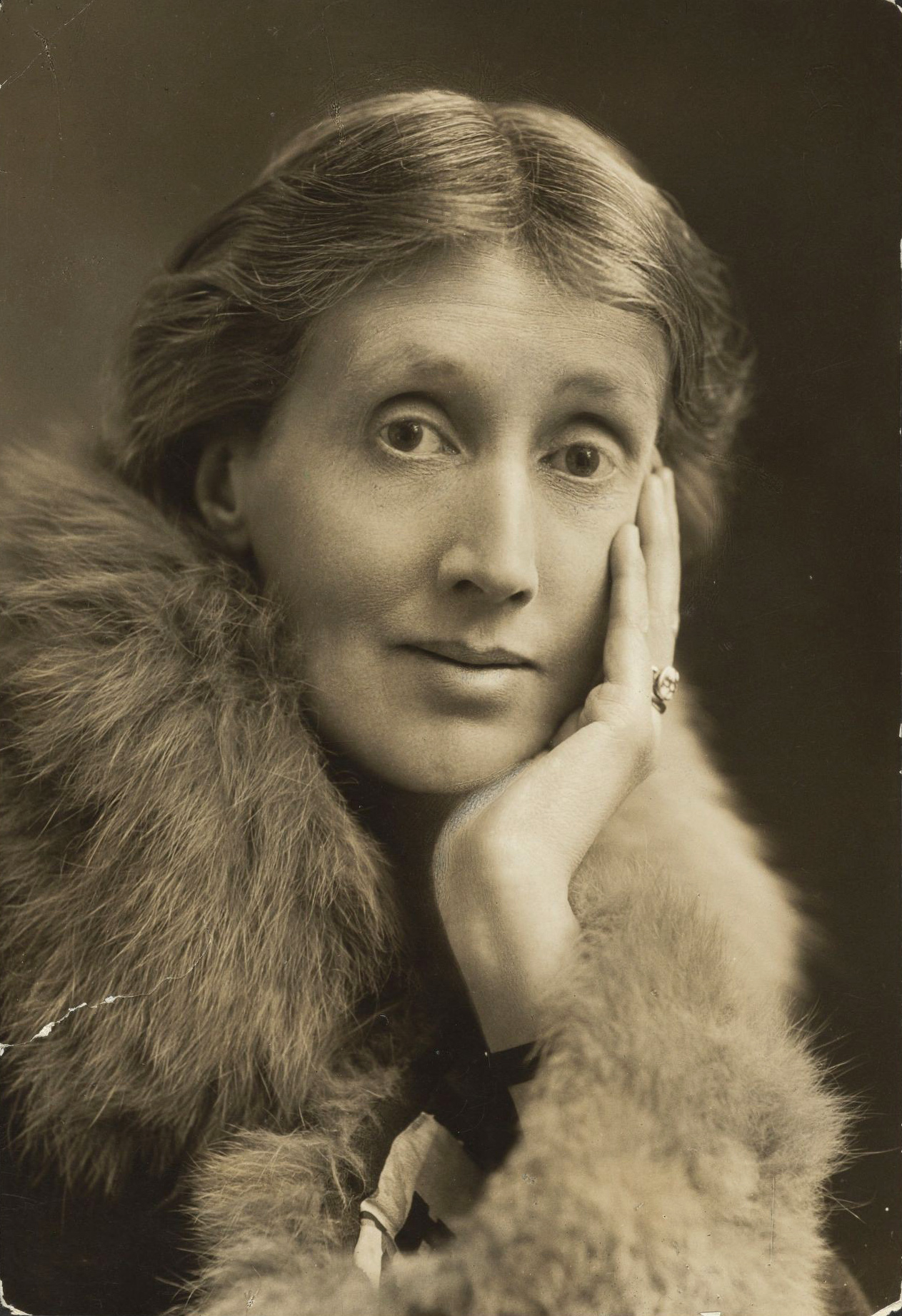
فرجينيا وولـف، 1927

مع بداية عام 1905، كانت هناك مجموعة من الكتاب والفنانين تجتمع باستمرار في حي من أحياء لندن يُسمَّى بلومزبري للتداول في مسائل فكرية. كانت هذه المجموعة تسمى مجموعة بلومزبري. ربما كانت فرجينيا وولـف (1882–1941) أشهر كتّاب بلومزبري؛ ففي روايات مثل السيدة دالواي (1925) وإلى الفنار (1927) وصفت وولف حياة الطبقة الراقية من الطبقة المتوسطة بحساسية مرهفة، مستعملة تقنية تيار الوعي لتكشف عن خبايا أفكار شخوصها.
كان أشهر الشعراء في أوائل القرن العشرين ينتمون إلى مجموعة تسمَّى الجورجيين. جاء اسم المجموعة من اسم جورج الخامس الذي أصبح ملكًا بموت والده إدوارد السابع. كتب الجورجيون شعرًا رومانسيًا عن الطبيعة وملذات حياة الريف. وكان روبرت بروك (1887–1915) وجون ماسفيلد (1878–1967) من أبرز شعراء هذه المجموعة. وكان بروك واحدًا من الكتاب الشباب الواعدين؛ لكنه مات في الحرب العالمية الأولى. ومن بين شعراء الحرب العالمية الأولى ولفرد أوين (1893–1918) وسيغفريد ساسون (1886–1967). قاتل الاثنان في الحرب وكتبا أشعارًا ضد قسوتها.

### شعر مابين الحربين
تغير الشعر الإنجليزي في كل من الشكل والمضمون بين نهاية الحرب العالمية الأولى عام 1918، واندلاع الحرب العالمية الثانية عام 1939. لقد ترك الدمار المخيف للحرب العالمية الأولى العديد من الناس بإحساس أن المجتمع قد انتهى؛ وقد لخص توماس ستيرنز إليوت (1888–1965) يأس هؤلاء قي قصيدة الأرض اليباب (1922) التي تعتبر من أكثر أشعار هذه الفترة تأثيرًا. إن أسلوبه الشعري ورموزه المعقدة، والإحالة الدائمة إلى أعمال أدبية أخرى قد طرح نموذجًا جديدًا للشعر. كان إليوت محافظًا في الشعر والدّين؛ بينما عبّر كل من ويستن هيو أودن والسير ستيفن سبندر (1909-95) وسسيل داي لويس (1904-72) في أشعارهم عن أفكار في السياسة والدين غاية في التحرر. وقد انتقد الثلاثة الظلم الذي رأوه في مجتمع تفتقد فيه المساواة والأصالة. أصبح ديلان توماس أشهر شاعر ويلزي في القرن العشرين، وكان معروفًا بقصائده الغنائية التي كانت تعبر عن حبه الفياض للحياة في صور تعج حيوية.

### الفن القصصي بين الحربين
ربما كان ديفيد هربرت لورانس (1885–1930) أشهر روائيي الفترة مابين عامي 1910 و1930؛ كتب عن العلاقة بين الرجال والنساء في رواية نساء عاشقات (1920)، وروايات سير ذاتية أخرى. ووصف فورد مادوكس فورد (1873-1939) التغيرات في المجتمع الإنجليزي بعد الحرب العالمية الأولى في سلسلة من أربع روايات سماها نهاية الاستعراض (1924-1928). وكتب غراهام غرين (1904–91) عن أناس يشكون من مشاكل دينية أو أخلاقية عويصة في روايات مثل القوة والمجد (1940).
كتب العديد من الكتاب روايات هزلية وهجائية. فقد هاجم إيفلين ووه (1903–66) شباب الأزياء الحديثة والأغنياء في الأجسام العفنة (1930) وحفنة من الغبار (1934). كما سخر ألدوس هكسلي (1894–1963) من مجتمع الأزياء الحديثة في الكروم الأصفر (1921) والنقطة وأختها (1928). غير أن أشهر روايات هكسلي هي عالم جديد شجاع (1932) التي يصف فيها مجتمعًا مستقبليًا مخيفًا يقضي على الذاتية والحرية الشخصية.

### أدب ما بعد الحرب العالمية الثانية

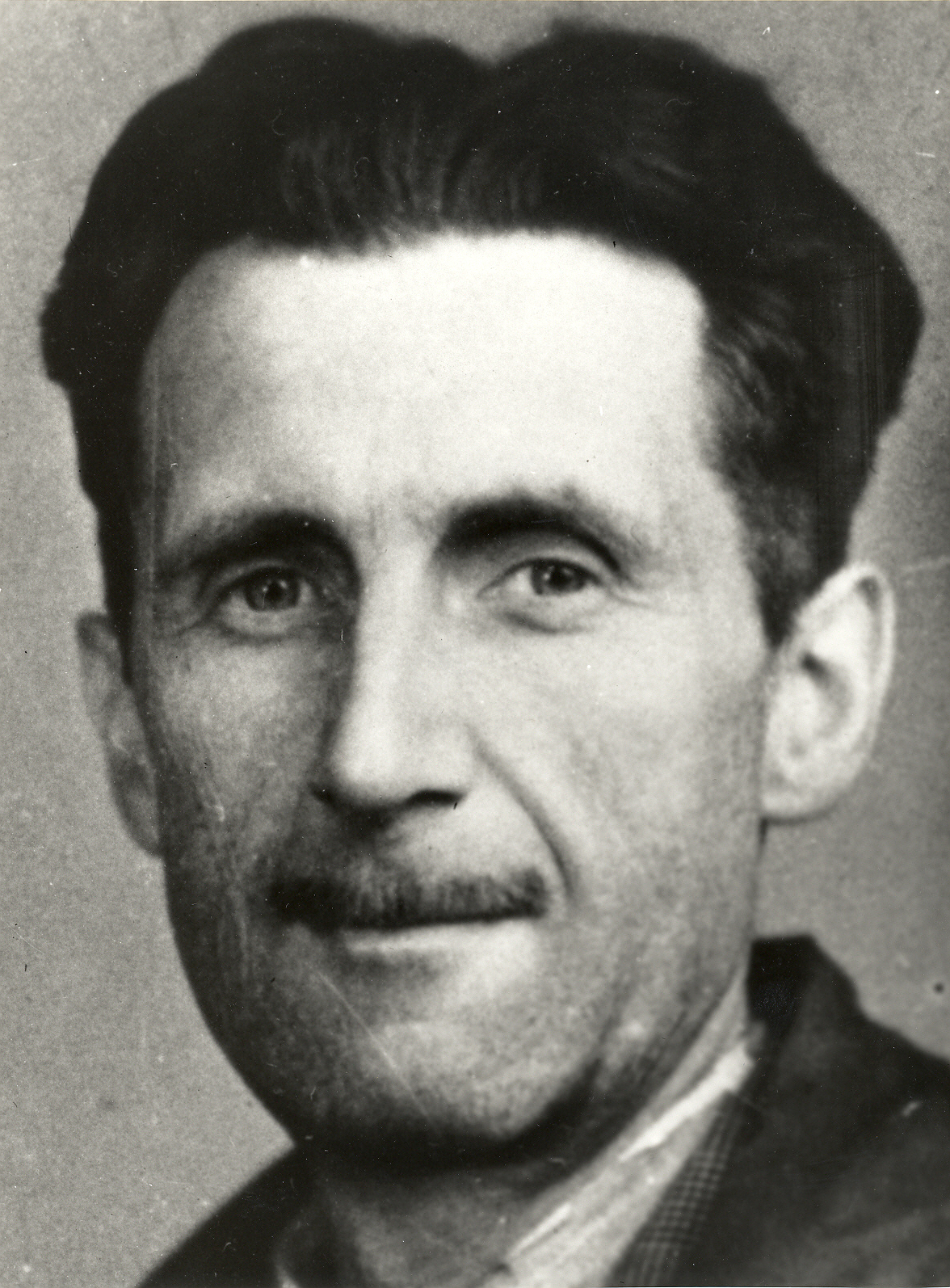
جورج أورويل، 1933

ظل بعض الكتاب ينتجون أعمالاً مهمة بعد الحرب العالمية الثانية تستكشف المستقبل وعوالم ومجتمعات بديلة. بدأ جورج أورويل (1903-50) مهنته الأدبية في الثلاثينيات من القرن العشرين؛ وأشهر رواياته هي رواية 1984 التي ظهرت عام 1949. تصور هذه الرواية المخيفة مجتمعًا مستقبليًا يشوه الحقيقة ويحرم الأشخاص من التمتع بحياتهم الخاصة.
وفي الخمسينيات من هذا القرن عبرت مجموعة من الكتاب الشباب عن عدم رضاهم عن سياسة وثقافة وأدب إنجلترا. وُصف هؤلاء الشباب بالشباب الغاضبين. كان من بينهم الكاتب المسرحي جون أوزبورن (1929-94) والروائي جون برين (1922-86). تصف مسرحية أوزبورن انظر للوراء بغضب (1956) احتقار شاب من الطبقة العاملة لنظام الطبقات الإنجليزي. وفي غرفة على السطح (1957) يصور برين بطلاً طموحًا من الطبقة العاملة لا يحترم نظام حياة الإنجليز التقليدية. كتب عدد من المؤلفين عن التغيرات في المجتمع الإنجليزي. فقد كتب السير تشارلز بيرسي سنو (1905-80) سلسلة من إحدى عشرة رواية سماها غرباء وأشقاء (1940- 1970) عن تغييرات في نمط الحياة في الجامعات والحياة السياسية. وكتب أنطوني باول (1905-2000) سلسلة من اثنتي عشرة رواية تدعى الرقص المصاحب لموسيقى العصر (1951- 1975م) عن حياة الطبقة المتوسطة في فترة ما بعد الحرب.

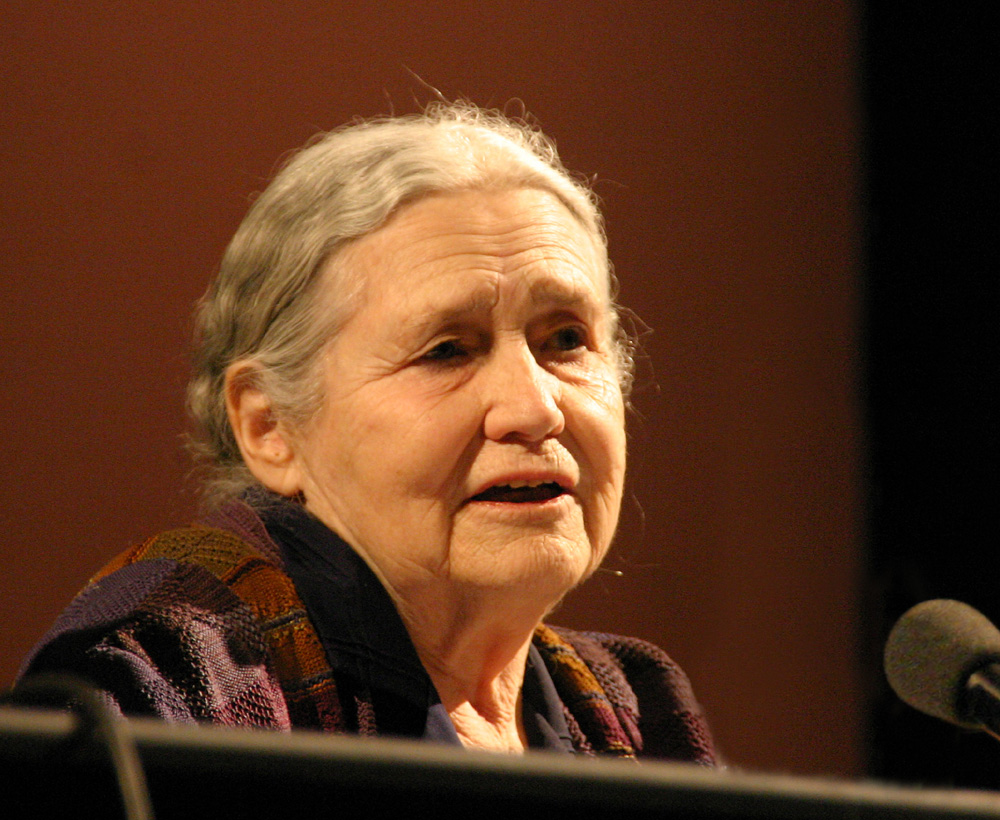
دوريس ليسنج، كولونيا، 2006.

عبرت دوريس ليسنج (1919-2013) عن اهتمامات النساء في روايتها المفكرة الذهبية (1962). وقد برهنت ليسنج على قدرتها على كتابة رواية الخيال العلمي. واكتسب جون لوكاريه شهرته من رواياته المتعلقة بالجاسوسية، التي بدأها برواية الجاسوس القادم من الصقيع (1963). وكتب جون رونالد رويل تولكين (1892-1973) عن مخلوقات تشبه الأقزام العفاريت دعاهم بالهوبيت في روايات ثلاث متصلة بعضها ببعض هي سيد الخواتم (1954 - 1955).
أعادت مسرحيتا كريستوفر فراي (1907-2005) السيدة ليست للحرق (1948)، وتوماس ستيرنز إليوت حفلة الكوكتيل (1950)، الاهتمام بالمسرحية الشعرية لفترة وجيزة. وكتب أوزبورن الدليل الممنوع (1964)، والعديد من المسرحيات الأخرى التي تتمحور حول شخصيات مركزية. وكان هارولد بنتر (1930-2008) من أهم كتاب المسرح في فترة ما بعد الحرب حيث كتب الملهاة التي تبدو عادية على السطح بينما تنطوي في الواقع على معنى ضمني خطير. أشهر مسرحياته المبكرة حفلة عيد ميلاد (1958) والوكيل (1960). والإياب (1965).

### الأدب الإنجليزي اليوم
استمر عدد من الكتاب المشهورين مثل: جرين وليسنج ولوكاريه في إنتاج روايات مهمة في السبعينيات والثمانينيات من القرن العشرين. كما ظهر كتَّاب جُدد. مزج دونالد توماس الخيال بحوادث حقيقية وأناس مشهورين في الفندق الأبيض (1981). بدأت باربارا بيم في الكتابة نحو عام 1950؛ غير أنها لم تشتهر حتى السبعينيات عندما نُشرت روايتها ماتت الحمامة الوديعة (1978). لقد قورنت قصص بيم الهادئة عن الحياة الإنجليزية الأرستقراطية بقصص جاين أوستن (1775-1817). حافظت بي دي جيمس (1920-2014) على تراث إنجليزي عريق في الفن القصصي البوليسي في كتابيها الجمجمة تحت الجلد (1982) ومكائد ورغبات (1990).
وكان من أشهر الشعراء الإنجليز في سبعينيات وثمانينيات القرن العشرين، تيد هيوز (1930–98) وفيليب لاركن (1922–85) ودونالد دافيي (1922-1995). أنتج هيوز عملاً كبيرًا في قصائده الدوارة، الغراب (1970-1971). ونُشِر شعر لاركن في مجموعات مثل النوافذ العالية (1974). ونشرت مجموعة قصائد دافيي عام 1972.
تابع هارولد بنتر كتابة مسرحيات مقلقة وقوية جدًا، بما فيها مسرحية أرض محايدة (1975) والخيانة (1978م) و ضوء القمر (1993). وقد أثنى النقاد على توم ستوبارد بسبب أسلوبه الشفوي الذكي وحبكات مسرحياته المعقدة ومواضيعها الفلسفية. تعتبر مسرحيتاه الوثابة (1972) والمحاكاة المضحكة (1974) و آركاديا (1994) من بين أكثر الأعمال أصالة في المسرح الإنجليزي الحديث. وفي مسرحية الوفرة (1978) كتب ديفيد هير بقوة عن الانحلال الذي رآه في المجتمع الإنجليزي في فترة ما بعد الحرب. ومن أشهر أعماله غياب الحرب (1993). وقد ابتكر سايمون جراي (1936-2008) صورًا حيوية عن مجموعة من العقلانيين القلقين في مسرحية باتلي (1971). وكتب بيتر شافر أماديوس (1979) وهي مسرحية معقدة عن الموسيقي المشهور موزارت. ومزجت كاريل تشرتشل الماضي بالحاضر في ملهاتها الغيمة التاسعة (1981)، كما كتبت البنات المتميزات (1982)، وهي مسرحية خيالية في الأدب النسائي.
يعتبر دنيس بوتر من عمالقة الكتاب المسرحيين في الوقت الحاضر. يكتب بوتر للتلفاز بصفة رئيسية، وقد أعمل ذكاءه وخياله بنجاح خلال هذه الوسيلة الإعلامية. ومن أهم أعمال بوتر بنسات من السماء (1978، ونشرت 1981)؛ المحقق المغني (1986). ومن أشهر الكتاب المسرحيين الذين اشتهروا بكتاباتهم للتلفاز ديفيد ميرسير وآلان بليدال. أما آلان بينيت، فقد كتبت بنجاح للمسرح والراديو والتلفاز، ومن أعماله قانون الاحضار (1973)؛ جنون جورج الثالث (1992). وحقق ويلي راسل نجاحًا مماثلاً في مسرحيتيه تعليم ريبا (1981)؛ شيرلي فالنتين (1988).

## الفائزون بجائزة نوبل في الأدب
- روديارد كبلينغ (1907): المملكة المتحدة (ولد في الهند البريطانية)
- روبندرونات طاغور (1913): الهند
- ويليام بتلر ييتس (1923): ايرلندا
- جورج برنارد شو (1925): ايرلندا
- سنكلير لويس (1930): الولايات المتحدة
- جون غلزورثي (1932): المملكة المتحدة
- يوجين أونيل (1936): الولايات المتحدة
- بيرل باك (1938): الولايات المتحدة
- توماس ستيرنز إليوت (1948): المملكة المتحدة (ولد في الولايات المتحدة)
- وليام فوكنر (1949): الولايات المتحدة
- برتراند راسل (1950): المملكة المتحدة
- ونستون تشرشل (1953): المملكة المتحدة
- إرنست همنغواي (1954): الولايات المتحدة
- جون شتاينبك (1962): الولايات المتحدة
- صمويل بيكيت (1969): أيرلندا (عاش وقت كبير من حياته في فرنسا)
- باتريك وايت (1973): أستراليا
- سول بيلو (1976): المملكة المتحدة
- إساك سنجر (1978): الولايات المتحدة (ولد في بولندا)
- ويليام جولدنج (1983): المملكة المتحدة
- وول سوينكا (1986): نيجيريا
- جوزيف برودسكي (1987): الولايات المتحدة (ولد في روسيا)
- نادين غورديمر (1991): جنوب أفريقيا
- ديريك والكوت (1992): سانت لوسيا وجزر الهند الغربية
- توني موريسون (1993): الولايات المتحدة
- شيموس هيني (1995): ايرلندا
- فيديادر سوراجبراساد نيبول (2001): المملكة المتحدة (ولد في ترينيداد)
- جون ماكسويل كويتزي (2003): جنوب أفريقيا
- هارولد بنتر (2005): المملكة المتحدة
- دوريس ليسينغ (2007): المملكة المتحدة (ترعرعت في زيمبابوي)
- أليس مونرو (2013): كندا